# Дубровин, Владимир Максимович
Владимир Максимович Дубровин (26 февраля 1926 — 2003) — советский учёный в области радиолокации, лауреат Ленинской премии.
Родился 26 февраля 1926.
Окончил техникум (1946—1950) и Московский авиационный институт (1950—1954).
В 1941—1946 гг. работал на инструментальном заводе.
В 1950—1952 старший техник Института точной механики и вычислительной техники АН СССР.
С 1955 г. работал в Институте радиотехники и электроники АН СССР. Кандидат технических наук (1968), старший научный сотрудник.
Ленинская премия 1964 года — за радиолокационные исследования планет Венера, Меркурий и Марс.
Публикации:
- Развитие радиолокационных исследований планет в Советском Союзе. В. А. Котельников, О. Н. Ржига, Ю. Н. Александров, В. М. Дубровин, В. А. Морозов, Г. М. Петров, А. М. Шаховской, А. В. Францессон. Проблемы современной радиотехники и электроники. Под ред. В. А. Котельникова. М.: Наука, 1980
- Ю. Н. Александров, А. С. Вышлов, В. М. Дубровин, А. Л. Зайцев, С. П. Игнатов, В. И. Каевицер, В. А. Котельников, А. А. Крымов, Г. М. Петров, О. Н. Ржига, А. Т. Тагаевский, А. Ф. Хасянов, А. М. Шаховской, «Радиолокационные наблюдения Марса, Венеры и Меркурия на волне 3939 см в 1980 г.», Докл. АН СССР, 255:6 (1980), 1334—1338
- В. А. Котельников, В. М. Дубровин, Б. А. Дубинский, М. Д. Кислик, Б. И. Кузнецов, Г. М. Петров, А. П. Работягов, О. Н. Ржига, А. М. Шаховской, «Радиолокация планеты Марс в Советском Союзе», Докл. АН СССР, 151:4 (1963), 811—814 mathnet
- В. А. Котельников, В. М. Дубровин, Б. А. Дубинский, М. Д. Кислик, Б. И. Кузнецов, И. В. Лишин, В. А. Морозов, Г. М. Петров, О. Н. Ржига, А. М. Шаховской, Г. А. Сыцко, «Радиолокационные наблюдения Венеры в Советском Союзе в 1962 году», Докл. АН СССР, 151:3 (1963), 532—535
- В. А. Котельников, Г. Я. Гуськов, В. М. Дубровин, Б. А. Дубинский, М. Д. Кислик, Е. Б. Коренберг, В. П. Минашин, В. А. Морозов, Н. И. Никитский, Г. М. Петров, Г. А. Подопригора, О. Н. Ржига, А. В. Францессон, А. М. Шаховской, «Радиолокация планеты Меркурий», Докл. АН СССР, 147:6 (1962), 1320—1323 mathnet
- В. А. Котельников, В. М. Дубровин, М. Д. Кислик, Е. Б. Коренберг, В. П. Минашин, В. А. Морозов, Н. И. Никитский, Г. М. Петров, О. Н. Ржига, А. М. Шаховской, «Радиолокационное наблюдение Венеры», Докл. АН СССР, 145:5 (1962), 1035—1038